# Rakuten France
Rakuten France (PriceMinister jusqu'en 2018) est un site de commerce en ligne, filiale du groupe japonais Rakuten. Rakuten France est dirigé depuis juillet 2024 par Cédric Dufour, et compte environ 300 salariés. Son siège est situé au 92 rue Réaumur à Paris.
En 2010, le groupe japonais Rakuten acquiert plusieurs sociétés dans le monde dont PriceMinister, qui depuis sa création en août 2000 fonctionne selon un modèle économique de place de marché, en jouant uniquement un rôle d'intermédiaire entre acheteurs et vendeurs, sans gérer directement de stocks.
PriceMinister deviendra par la suite la filiale française du groupe, puis changera de nom en 2018 pour reprendre celui de sa société mère. Depuis, l'entreprise a également ouvert sa plateformes aux boutiques de vendeurs professionnels. Elle s'adapte aussi aux nouvelles habitudes de consommation, en misant sur la seconde main. Son volume de vente annuel entre particuliers dépasse le milliard d'euros et depuis 2020, un produit sur deux vendu sur la plateforme est de seconde main.

## Histoire

### PriceMinister

Ancien logo de PriceMinister

La place de marché PriceMinister est créée en août 2000 par Pierre Kosciusko-Morizet, inspiré par le site Half.com qui met en relation des acheteurs et vendeurs de produits d'occasion à prix réduits. 
Le site PriceMinister.com est lancé le 16 janvier 2001, en plein éclatement de la bulle Internet, et propose initialement environ 100 000 articles (livres, CD, DVD, jeux vidéo) en collaboration avec des librairies parisiennes et des sociétés de déstockage. PriceMinister se concentre sur les prix réduits et la sécurité des échanges, son premier slogan étant « L'achat-vente garanti ». 
Au cours des années suivantes, le site introduit la vente de téléphonie, informatique, mode et électroménager. PriceMinister se lance en Espagne en 2006,, et au Royaume-Uni en 2009.
En 2007, la société acquiert Mixad/321Auto, propriétaire des sites 321Auto.com et auto-evasion.com et troisième acteur de l'Internet automobile en France, dans l'optique de développer l'offre de « PriceMinister Auto », lancée en 2005. La même année, la société rachète également À Vendre À Louer dans le domaine des petites annonces immobilières et se diversifie dans les voyages à bas prix avec les acquisitions de Planetanoo et VoyagerMoinsCher.com. 
En 2008, PriceMinister lance également une rubrique de forfaits mobile. En 2009, PriceMinister revend Mixad-321Auto à L'Argus,.
Une introduction en Bourse de PriceMinister est envisagée dans le courant de l'année 2008, mais le projet est abandonné dans le contexte de la crise bancaire et financière de l'automne 2008. Le projet réapparaît en début d'année 2010, mais n'a pas le temps de se concrétiser, le groupe Rakuten se portant alors acquéreur de PriceMinister.

### Rachat par Rakuten

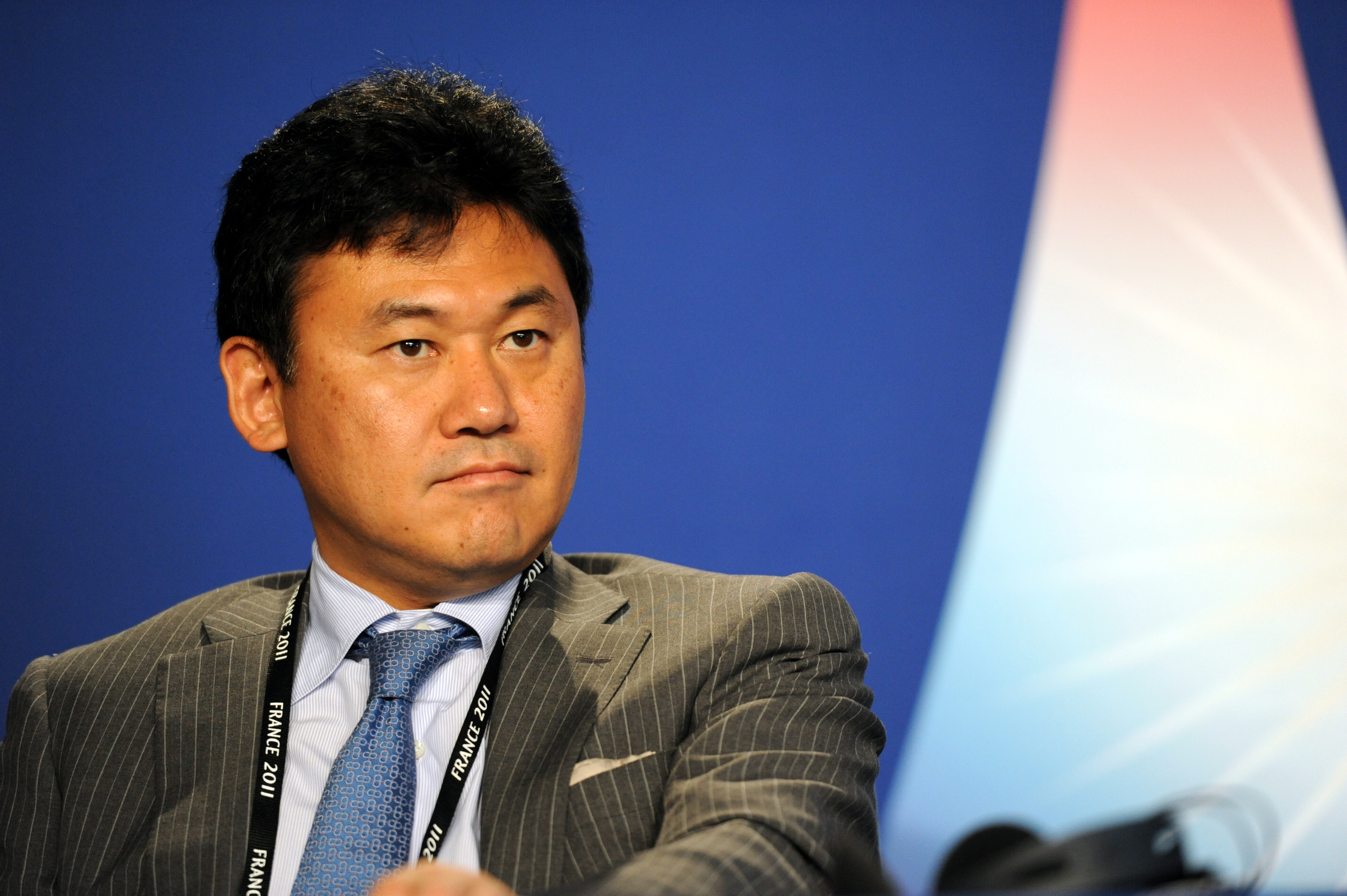
Hiroshi Mikitani, président du groupe Rakuten, en 2011.

Le 17 juin 2010, Rakuten, premier site de commerce en ligne au Japon, annonce l'acquisition de PriceMinister pour un prix alors estimé à 200 millions d’euros.
Peu après ce rachat, PriceMinister opère une réorganisation de ses activités avec la cession de « À Vendre À Louer » à Pages Jaunes en 2011,. À la fin de la même année, le site Priceminister.co.uk est fermé au Royaume-Uni, au profit du site Play.com également exploité par Rakuten et qui deviendra Rakuten.co.uk. Ce recentrage s'inscrit dans la stratégie du groupe Rakuten qui affiche alors sa volonté de devenir le principal concurrent d'Amazon en Europe.
En 2012, le siège de l'entreprise est transféré au 92 rue Réaumur dans des locaux plus grands que ceux du boulevard de la Villette, correspondant aux locaux de l'ancien grand magasin À Réaumur.
En mai 2014, quatre ans après l’acquisition de PriceMinister par Rakuten, Pierre Kosciusko-Morizet et Pierre Krings annoncent qu’ils ne seront désormais plus impliqués dans la partie opérationnelle de la société en tant que président de PriceMinister et directeur de l'exploitation de Rakuten Europe pour le premier et directeur général de PriceMinister pour le second. Olivier Mathiot, ancien directeur du marketing et de la communication, prend alors la fonction de président de l'entreprise.
En 2015, Rakuten France, toujours connu sous le nom PriceMinister, revend « VoyagerMoinsCher.com » au site Liligo détenu par la société Odigeo. Il cherche ainsi à se concentrer sur son cœur d'activité historique en se retirant du domaine des petites annonces et des activités de comparateur de prix,.
En 2016, Rakuten publie son bilan annuel 2015 dans lequel la valeur de la société française est réduite à 65 millions d'euros, soit un tiers de son prix d'achat initial en 2010,. La décision de Rakuten fait suite à une érosion des marges due à un renforcement de la concurrence dans le domaine du commerce en ligne en France. L'entreprise française réagit en faisant évoluer son orientation stratégique de manière à améliorer ses résultats financiers. Cette année-là, Cédric Dufour et Fabien Versavau rejoignent Rakuten en tant que directeurs généraux adjoints. Fabien Versavau est nommé PDG de Rakuten France deux ans plus tard et entreprend une transformation de l'entreprise axée sur la promotion du cashback en Europe, la digitalisation des commerces et le soutien à l'économie circulaire. Il est remplacé à cette fonction en juillet 2024 par Cédric Dufour, parti entre-temps diriger la société Rakuten TV.

## Activités
Rakuten France exerce son activité en France et emploie environ 300 salariés. La société constitue la seconde implantation du groupe Rakuten en Europe aux côtés du site marchand allemand Rakuten.de. Son activité se concentre sur l'exploitation du site fr.shopping.rakuten.com, et s'étend à d'autres activités connexes.
Rakuten France lance plusieurs offensives pour reconquérir sa clientèle de particuliers, avec notamment la création du « Club R » permettant aux membres du site de bénéficier d'un système de cash back via l'attribution de « points » lorsqu'ils contribuent au site en rédigeant notamment des commentaires sur les produits du site,. Cette initiative vise à faire augmenter la part d'achats de particulier à particulier sur le site, qui représentent alors 30 % des transactions réalisées sur le site, le reste étant réalisé entre des vendeurs professionnels et des acheteurs particuliers, un domaine particulièrement développé au cours des années précédentes par Pierre Kosciusko-Morizet,.
À partir du 1er mars 2018, la marque PriceMinister disparaît progressivement au profit de la marque Rakuten. En août 2018, la marque PriceMinister disparaît totalement du site. Fabien Versavau succède alors à Olivier Mathiot. Il est remplacé par Cédric Dufour en 2024.
En 2022, Rakuten lance le Rakuten Fulfillment Network, un service complet de traitement des commandes. Il est conçu pour faciliter l'accès des vendeurs tiers, particuliers et professionnels, aux services d'e-commerce du site.

### Plate-forme d'achat-vente
Ayant débuté avec 4 rubriques de produits en 2001 (livres, musique, DVD et jeux vidéo), la plate-forme est désormais constituée de 19 rubriques distinctes.

### Activités connexes
Depuis 2016, Rakuten France développe une technologie visant à permettre à ses clients de réaliser leurs achats en réalité virtuelle. Le développement de cette technologie est réalisé depuis les locaux de Rakuten à Paris et constitue une branche du « Rakuten Institute of Technology » du groupe Rakuten. Le projet, à l'état de prototype, porte le nom de « Rakuten Virtual Boutique ».
Depuis novembre 2018, Rakuten France propose le retrait des commandes avec la chaine de magasins Boulanger. Le retrait est disponible toute l'année, mais est plus facilement utilisé en prévision d’événements à court terme. Ainsi, en 2018, les quinze derniers jours avant Noël, plus de 65 % des achats réalisés chez Boulanger à travers le site Rakuten France ont été effectués via ce mode. En décembre 2022, Rakuten France lance Club R Pay, un service de paiement en ligne et de cashback intégré.

### Mécénat

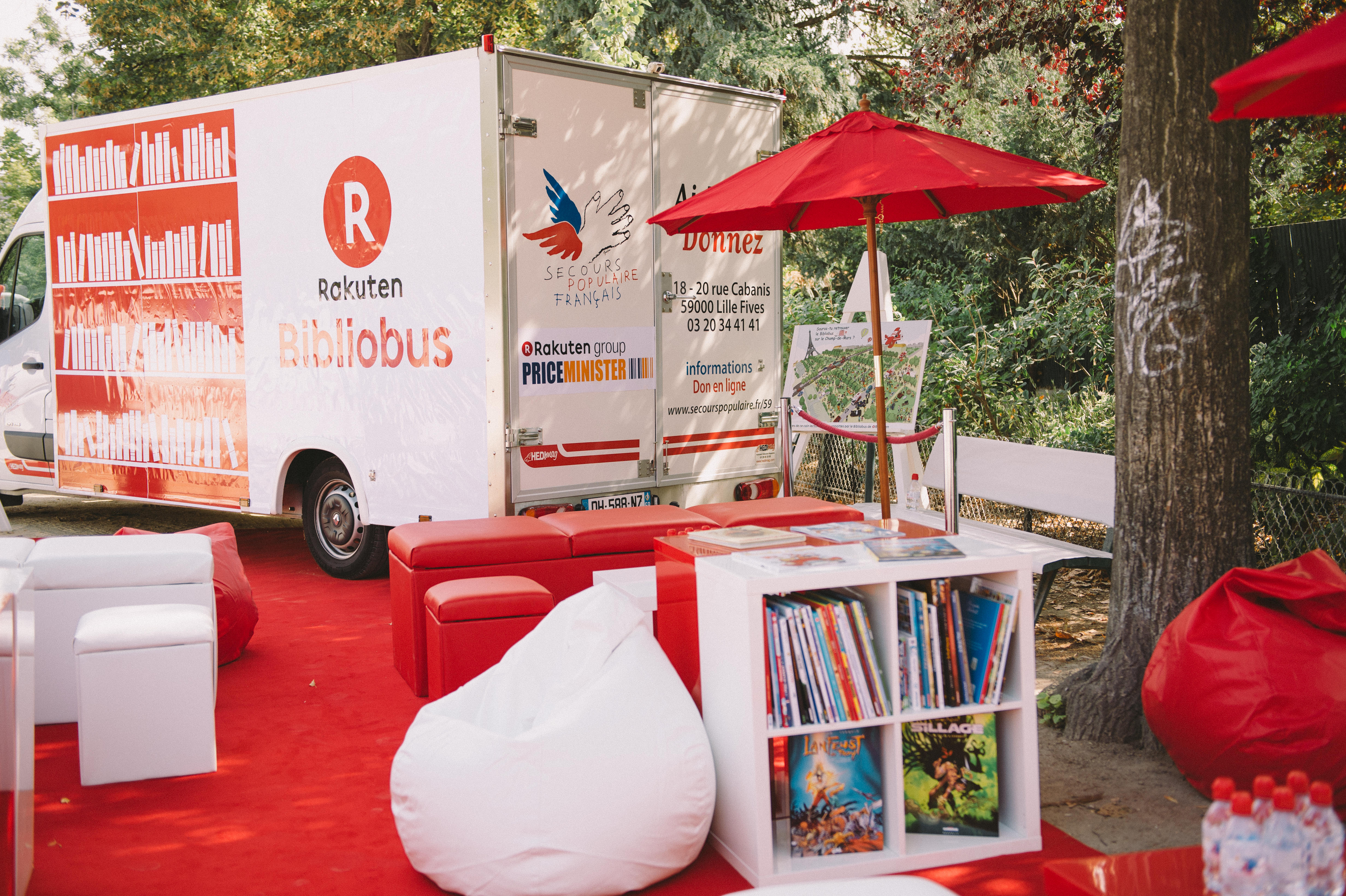
Le Bibliobus PriceMinister Rakuten à Paris en 2015.

Depuis 2014, la société française soutient l'Association des paralysés de France en ayant créé sur son site une boutique permettant de recueillir des dons pour l'association dans le cadre du jeu de tombola « HandiDon ».
En 2015, Rakuten France lance le « Bibliobus » dans le cadre des 70 ans du Secours populaire. Le projet vise à faire don de livres à des enfants pour lutter contre l'illettrisme dans le cadre des actions du Secours populaire.

## Audience et données chiffrées
PriceMinister est devenue rentable à partir de septembre 2002. Le nombre de membres inscrits sur PriceMinister, puis Rakuten France, a progressé de manière régulière au fil des années. En juillet 2001, six mois après son lancement, le site PriceMinister recensait 15 000 inscrits, puis ces derniers ont atteint la barre de 1 million en 2003, 5 millions en 2006, 10 millions en 2009 et 12 millions en 2022. 
Le nombre de produits référencés sur le site est passé de 100 000 unités lors de son lancement à 3 millions d'unités en juillet 2001. En 2009, l'entreprise française affirmait référencer environ 127 millions de produits sur son site et environ 200 millions en 2016. En 2023, l’offre de seconde main de Rakuten est estimée à 50 millions de produits référencés sur la plateforme.
En audience et en popularité, en mars 2010, elle devient en France la première entreprise de commerce électronique devant eBay en termes d'audience selon les chiffres du panel Nielsen Médiamétrie NetRatings. En 2015, le site PriceMinister.com est classé comme étant le sixième site de commerce électronique le plus visité en France.
En 2016, Rakuten affirme que les échanges sur son site représentent 30 000 à 50 000 transactions par jour. 30 % des ventes réalisées sur le site se font de particulier à particulier (« customer to customer » ou « C to C ») tandis que 70 % se font entre un acheteur particulier et un vendeur professionnel par l'intermédiaire de PriceMinister (« B to B to C »).
En 2018, année de tous les records, le chiffre d'affaires de Rakuten atteint 8,8 milliards d'euros, en croissance de 16,6% par rapport à 2017, pour un résultat net de 1,1 milliard d'euros, en progression quant à lui de 28,4%. En France, la tendance est similaire puisque 2018 est la plus grosse année enregistrée depuis la création de l'entreprise.
En 2023, Rakuten enregistre en moyenne 15 millions de visiteurs uniques par mois et collabore avec environ 10 000 vendeurs professionnels et partenaires. Avec son service click&collect, Rakuten est associé à 6 000 magasins partenaires. Rakuten a enregistré une augmentation de 30 % des ventes de ces produits entre 2019 et 2022.